# 石川こずえ
石川 こずえ（いしかわ こずえ、1969年5月7日 - ）は、日本のゲームクリエイター、作曲家。大阪府出身。

## 人物
任天堂開発第一部所属のサウンドクリエイターで、『ワリオランドシリーズ』のコンポーザーでゲームボーイのシリーズ全てで作曲を手がけた。

## 作品
- ゲームボーイ、ゲームボーイカラー
  - ゼルダの伝説 夢をみる島（1993年6月6日）（濱野美奈子、戸高一生と共同）
  - スーパーマリオランド3 ワリオランド（1994年1月21日）（吉冨亮二と共同）
  - ワリオランド2 盗まれた財宝（1998年10月21日）
  - ワリオランド3 不思議なオルゴール（2000年3月21日）
- スーパーファミコン
  - MOTHER2 ギーグの逆襲（1994年8月27日）（鈴木慶一、田中宏和、金津宏、上野利幸と共同）
  - はじまりの森（1999年7月1日）（山本健誌と共同）
  - スターフォックス2（未発売[注 1]）（神吉由美子と共同）
- NINTENDO 64
  - マリオテニス64（2000年7月21日）（原曲提供）